# Peukert Károly
Peukert Károly (Dombóvár, 1903. október 28. – Vác, 1973. április 30.) magyar festőművész.

## Életpályája
Érdeklődése már középiskolás korában a grafika és a festészet felé fordult. 1919-ben abbahagyta gimnáziumi tanulmányait, hogy Budapesten Uitz Béla tanítványa lehessen, de hamarosan hazatért, leérettségizett. 1922-ben mutatta be első képeit. Lyka Károly támogatásával a kecskeméti, majd a makói művésztelepen Nagy Imre, Szőnyi István, Vén Emil társaságában készült a Magyar Képzőművészeti Főiskolára, ahol Rudnay Gyula tanítványa volt 1922–1927 között. 1927-ben ösztöndíjjal bejárta Európa nagy múzeumait. 1928-ban a váci piarista gimnázium rajz és művészettörténet tanára lett. 1967-től a Dunakanyar Művészeti Csoport tagja volt.

## Családja
Szülei: Peukert János és Bíró Gizella voltak. Megnősült, 3 gyermekük született.